# (35091) 1990 WC2
1990 WC2 (asteroide 35091) é um asteroide da cintura principal. Possui uma excentricidade de 0.07713860 e uma inclinação de 10.69191º.
Este asteroide foi descoberto no dia 18 de novembro de 1990 por Eric Walter Elst em La Silla.